# کیوهارا نو موتوسوکه
کیوهارا نو موتوسوکه (به ژاپنی: 清原 元輔 Kiyohara no Motosuke); ۱ ژانویهٔ ۰۹۰۸ – ۱ ژانویهٔ ۰۹۹۰) شاعر، و نویسنده در دوره هی‌آن اهل ژاپن بود. وی پدر سی شوناگون بود.